# Long Island (Papua-Neuguinea)
Long Island (in der deutschen Kolonialzeit Longinsel genannt) ist eine Vulkaninsel nördlich von Neuguinea. Zwischen den Inseln verläuft die Vitiaz-Straße. Die Insel ist Teil der Madang Province von Papua-Neuguinea und gehört zum Rai Coast District im Südosten der Provinz.

## Geographie
Zwei Stratovulkane befinden sich auf der Insel: Mount Reaumur und Cerisy Peak. Der Gipfel des Vulkankomplexes kollabierte während mindestens drei Haupteruptionen, vor etwa 16.000, 4000 und 300 Jahren. Diese hinterließen eine große Caldera, die 10 × 12,5 km misst und heute von einem Kratersee, dem Lake Wisdom, gefüllt ist. Die letzte Eruption war eine der stärksten in Papua-Neuguineas jüngerer Geschichte mit einem geschätzten Volumen von über 11 km³, vergleichbar mit dem Ausbruch des Pinatubo im Jahre 1991. 
Ein kleinerer Ausbruch datiert aus dem Jahr 1993.
Heute weist die Insel fünf Dörfer mit rund 1000 Einwohnern auf.

## Geschichte
Long Island wurde 1643 von Abel Tasman entdeckt. Er hielt die Insel fälschlicherweise für einen Teil von Neuguinea. 1700 kartographierte und benannte der britische Seefahrer William Dampier die Insel.
Im Zweiten Weltkrieg wurde Long Island vom Japanischen Kaiserreich besetzt und in der Folge von der Kaiserlichen Marine als Stützpunkt genutzt. Am 26. Dezember 1943 landete eine Kompanie US-amerikanischer Pioniere auf der Insel, um im Vorwege der Landung am Cape Gloucester (Neubritannien) dort eine Radarstation zu errichten. Die Station wurde dann von der Royal Australian Air Force am 6. April 1944 übernommen und blieb bis März 1945 in Betrieb.